# جبل سينت إلياس
جبل سينت إلياس (المسمى أيضًا قمة الحدود 186)، ثاني أعلى جبل في كل من كندا والولايات المتحدة، ويقع على حدود يوكون وألاسكا على بعد حوالي 26 ميل (42 كم) جنوب غرب جبل لوغان، أعلى جبل في كندا. يشكل الجانب الكندي من جبل سينت إلياس جزءًا من محمية وحديقة كلوان الوطنية، بينما يقع الجانب الأمريكي من الجبل داخل متنزه ومحمية رانجيل-سانت إلياس الطبيعية الوطنية.

## التاريخ والميزات
اسم الجبل بلغة تلينغيت (لغة شعوب جنوب شرق ألاسكا وغرب كندا)، ياسيتاع شا، وتعني "الجبل خلف الخليج الجليدي"؛ يطلق عليه ياكوتات التلينجيت أحيانًا اسم شا تلين ("الجبل الكبير"). تم استخدام هذه الشعوب كدليل أثناء رحلتهم عبر نهر كوبر. يُعرف جبل فيرويذر الواقع في قمة حدود كولومبيا البريطانية وألاسكا عند رأس جنوب شرق ألاسكا باسم تسالكسان.
شاهد المستكشفون الأوروبيون الجبل لأول مرة في 16 يوليو 1741، مع وصول البعثة بقيادة فيتوس بيرنغ، المستكشف الدنماركي الذي كان يعمل لصالح روسيا. بينما يؤكد بعض المؤرخين أن فيتوس بيرنغ أطلق على الجبل اسمًا، يعتقد آخرون أن صانعي الخرائط في القرن الثامن عشر أطلقوا عليه اسم رأس جبل سينت إلياس عندما ترك فيتوس بيرنغ القمة دون تسمية.
يتميز جبل سينت إلياس بارتياحه العمودي الهائل. ترتفع قمته 18008 قدم (5489 متر) عموديًا على بعد 10 أميال (16 كم) أفقيًا من رأس مضيق تان قبالة الخليج الجليدي.
في عام 2007 أخرج جيرالد سالمينا فيلمًا وثائقيًا نمساويًا عن جبل سينت إلياس، حول فريق من المتزلجين/متسلقي الجبال المصممين على تحقيق "أطول منحدر تزلج على الكوكب" من خلال صعود الجبل ثم التزلج على مسافة 18000 قدم تقريبًا وصولاً إلى خليج ألاسكا؛ انتهى الفيلم من التحرير وخضع لإصدار محدود في عام 2009. وانتهى المتسلقون بتسلق القمة في المحاولة الثانية والتزلج على ارتفاع 13000 قدم (3960 مترًا).

## تاريخ التسلق
تم تسلق جبل سينت إلياس لأول مرة في 31 يوليو 1897، من قبل بعثة إيطالية بقيادة المستكشف الشهير الأمير لويجي أمديو دوق أبروزي، (الذي استكشف أيضًا المسار القياسي الحالي على جبل كي 2 في عام 1909) وضم مصور الجبال الشهير فيتوريو سيلا.
لم يتم الصعود الثاني حتى عام 1946، عندما تسلقت مجموعة من نادي هارفارد لتسلق الجبال، بما في ذلك مؤرخ الجبال الشهير دي مولينار، طريق ساوثويست ريدج. ضم حزب القمة مولينار وشقيقه كورنيليوس وأندرو وبيتي كوفمان وماينارد ميلر وويليام لاتادي وبنجامين فيريس. كان ويليام بوتنام عضوًا في البعثة لكنه لم يصل إلى القمة. استخدموا أحد عشر معسكرًا، ثمانية منها كانت على مقربة من الخليج الجليدي، وثلاثة منها على الجبل. وقد تم دعمهم بعدة عمليات إسقاط جوي للطعام.
تم أول صعود شتوي في 13 فبراير 1996 بواسطة ديفيد بريجز وجاردنر هيتون وجو رايشرت. بعد أن نقلهم الطياران ستيف راني وغاري جراهام إلى ارتفاع 2300 قدم (700 متر) على نهر تيندال الجليدي، تسلقوا التلال الجنوبية الغربية واتبعوا شكل "وعاء الحليب" لتجنب 2000 قدم من الصخور السائبة على المسار العادي. كان الفريق قد خطط في الأصل لبدء الصعود من المحيط وعبور نهر تيندال الجليدي ولكن التضاريس كانت في حالة سيئة للغاية.
نادرًا ما يتم تسلق جبل سينت إلياس اليوم، على الرغم من ارتفاعه، لأنه ليس لديه طريق سهل إلى القمة وبسبب فترات الطقس السيئ الطويلة (الثلوج بشكل رئيسي وانخفاض الرؤية).

## صور

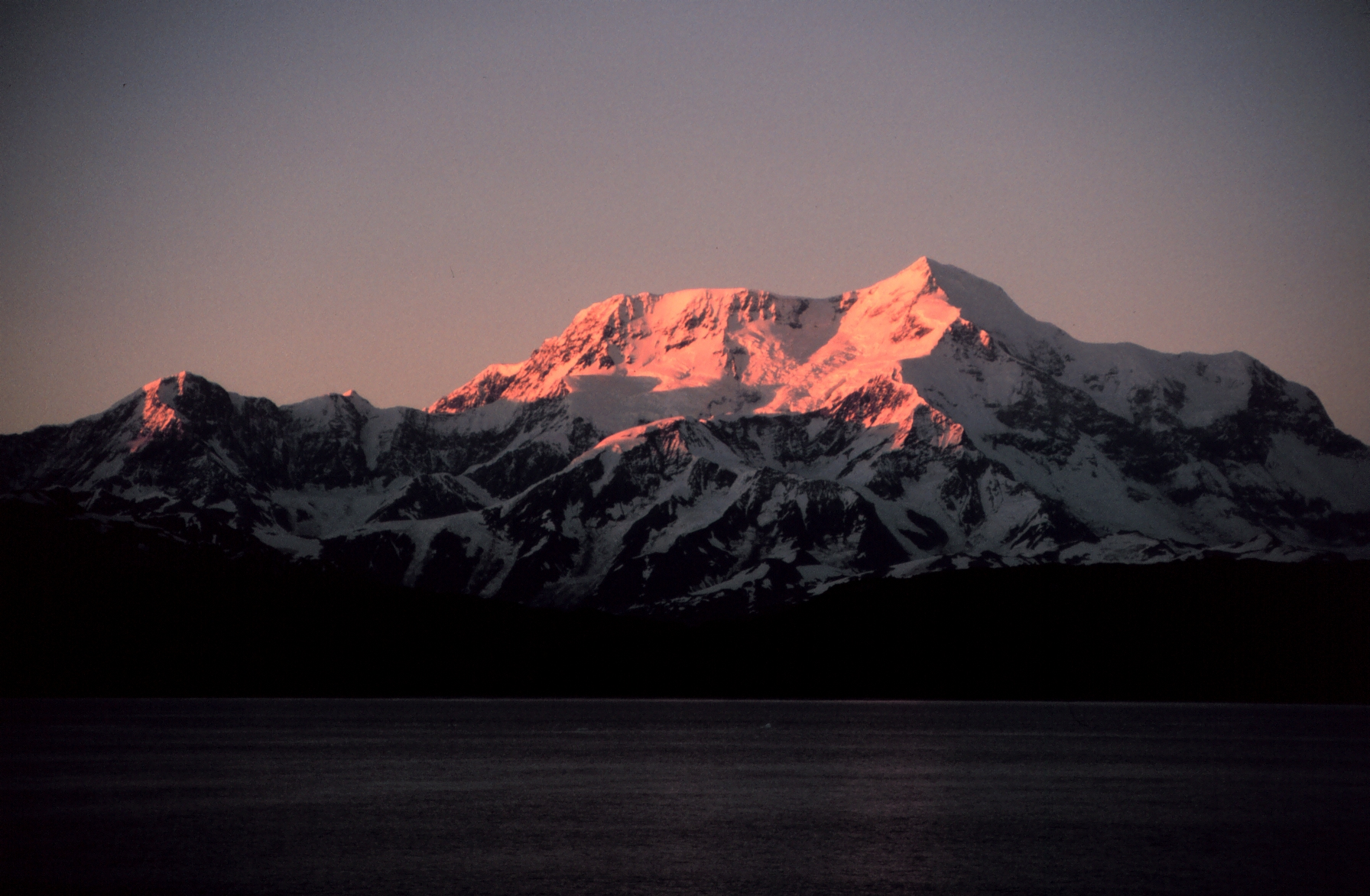
جبل سينت إلياس من الخليج الجليدي
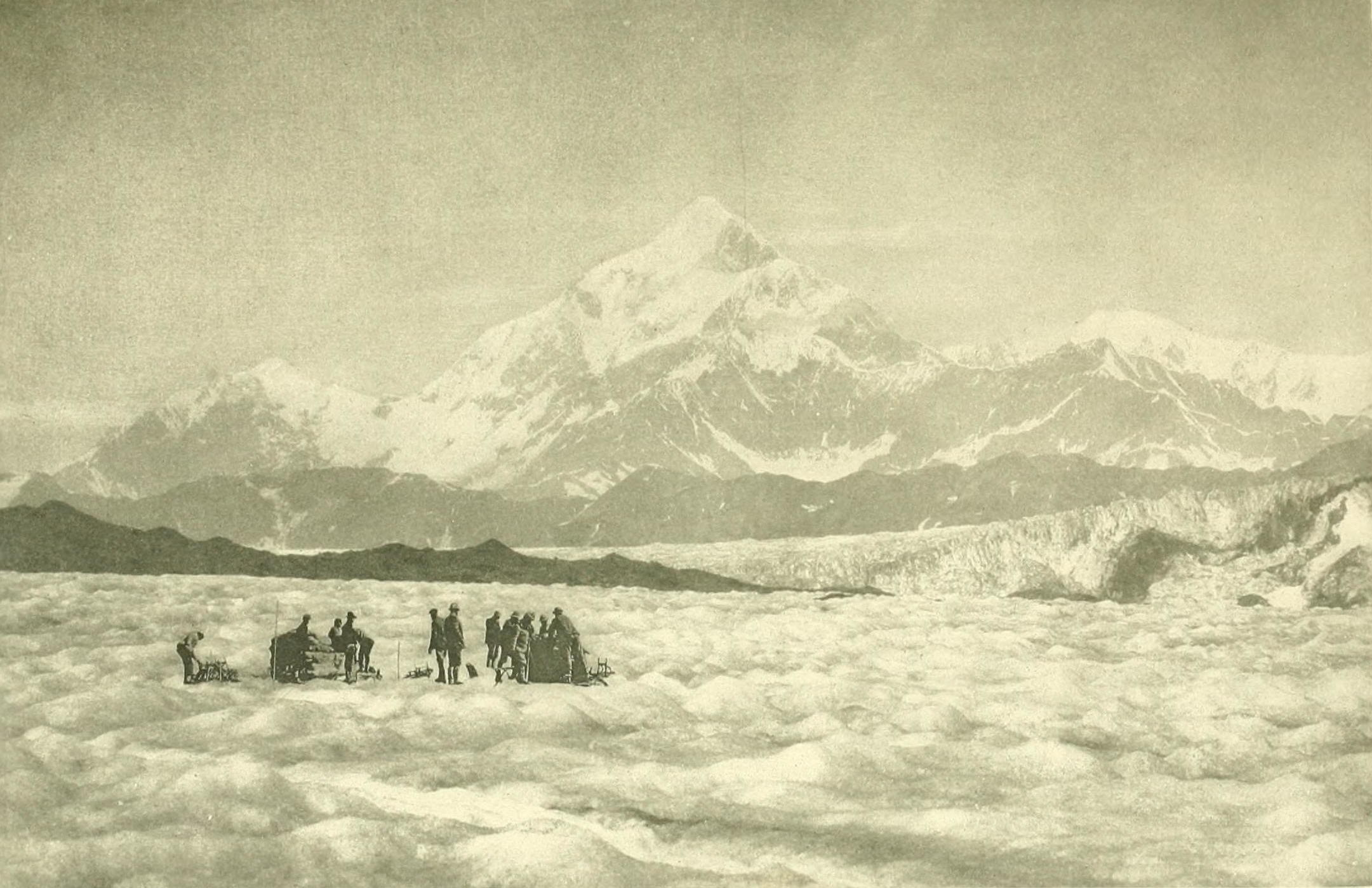
جبل سينت إلياس في أول رحلة استكشافية لتسلق الجبل عام 1897
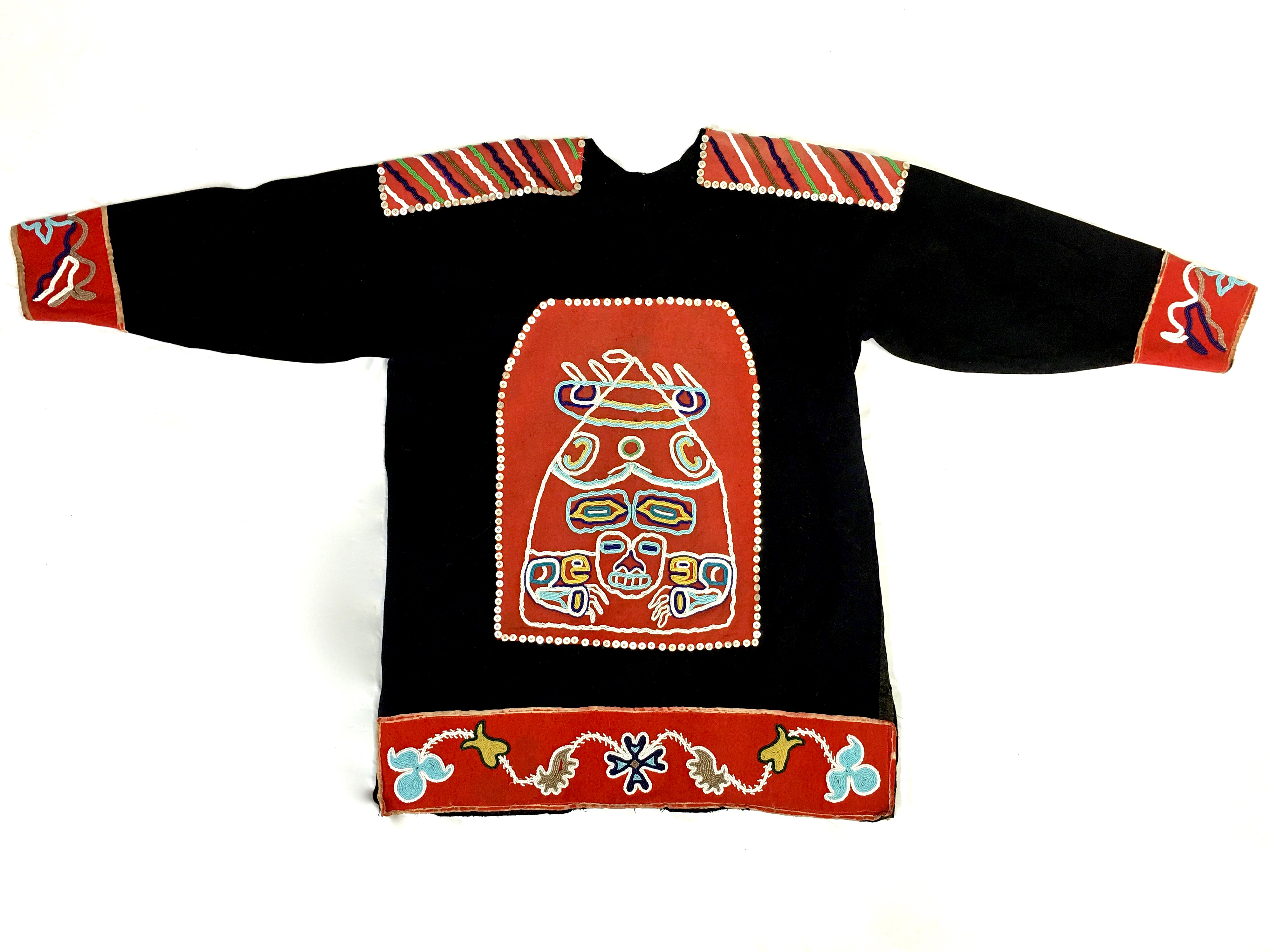
سترة تلينغيت الاحتفالية مُنحت إلى ماينارد ميلر وأعضاء نادي هارفارد لتسلق الجبال في رحلة استكشاف جبل سينت إلياس عام 1946